# Negatief getal
Een negatief getal is in het Nederlands een getal dat kleiner is dan 0.
Een negatief getal is het tegengestelde van het overeenkomstige positieve getal, wat inhoudt dat optellen van deze beide getallen als som het getal 0 oplevert. Negatieve getallen zijn te herkennen aan het minteken −, dat voor het overeenkomstige positieve getal is geplaatst.

## Geschiedenis
Negatieve getallen verschijnen voor het eerst in de geschiedenis in Negen hoofdstukken over de rekenkunde, Jiu zhang suan-shu, dat in zijn huidige vorm uit de periode van de Han-dynastie 202 v.Chr. - 220 n.Chr. komt, maar dat ook veel ouder materiaal kan bevatten. In de Negen hoofdstukken worden positieve coëfficiënten met rode telstaafjes en negatieve coëfficiënten met zwarte staafjes aangegeven. Dit is dus tegengesteld aan de hedendaagse gewoonte in de financiële wereld om rode cijfers te gebruiken om negatieve en zwarte cijfers om positieve bedragen weer te geven. De Chinezen waren ook in staat om simultane vergelijkingen met negatieve getallen op te lossen.
Negatieve oplossingen voor problemen werden lange tijd als verkeerd beschouwd. De Oudgriekse wiskundige Diophantus verwees in het Hellenistische Egypte in zijn Arithmetica in de derde eeuw n.Chr. naar een vergelijking die gelijkwaardig was aan {\displaystyle 4x+20=0} en vond dat een absurde vergelijking. Deze vergelijking heeft een negatieve oplossing.
Negatieve getallen werden in de 7e eeuw na Christus in India gebruikt om schulden weer te geven. De Indiase wiskundige Brahmagupta besprak in zijn Brahmasphuta-siddhanta, geschreven in 628 n.Chr., het gebruik van negatieve getallen om zo de algemene vorm van een vierkantsvergelijking te produceren, die ook nu nog in gebruik is. Hij vond ook negatieve oplossingen van deze vierkantsvergelijkingen en gaf regels met betrekking tot basisoperaties, waarbij negatieve getallen en ook het getal nul deel van uitmaakten, zoals 'Een schuld afgetrokken van het niets wordt een krediet, een krediet afgetrokken van het niets wordt een schuld.' Hij noemde positieve getallen 'fortuinen', nul 'een cijfer' en negatieve getallen 'schulden'.
Kennis van de negatieve getallen bereikte dankzij Latijnse vertalingen van Arabische en Indiase werken Europa.
Europese wiskundigen verzetten zich voor het grootste deel tot in de 17e eeuw tegen het concept van negatieve getallen, hoewel Fibonacci negatieve oplossingen in financiële problemen toestond, waar zij als schulden konden worden geïnterpreteerd en later als verliezen, in zijn boek Flos. De Franse wiskundige Nicolas Chuquet gebruikte in de 15e eeuw negatieve getallen als exponent en noemde het absurde getallen.

## Getallenlijn
De relatie tussen negatieve getallen, positieve getallen en nul wordt vaak grafisch afgebeeld in de vorm van een getallenlijn:
Hoe meer naar rechts een getal zich op de getallenlijn bevindt, hoe groter dit getal is. Van twee getallen op de getallenlijn is het rechter getal groter dan het linker. Op de grens van de positieve getallen en de negatieve getallen bevindt zich het getal nul. Rechts daarvan staan de positieve getallen en links ervan de negatieve.

## Symbolen
De volgende symbolen worden in de wiskunde voor verzamelingen van negatieve getallen gebruikt:
- De verzameling negatieve reële getallen: {\displaystyle \mathbb {R} ^{-}}
- De verzameling negatieve rationale getallen: {\displaystyle \mathbb {Q} ^{-}}
- De verzameling negatieve gehele getallen: {\displaystyle \mathbb {Z} ^{-}}

De verzameling natuurlijke getallen {\displaystyle \mathbb {N} } bevat geen negatieve getallen.